# Jacarezinho (microregio)
Jacarezinho is een van de 39 microregio's van de Braziliaanse deelstaat Paraná. Zij ligt in de mesoregio Norte Pioneiro Paranaense en grenst aan de microregio's Cornélio Procópio, Ibaiti, Wenceslau Braz, Assis (SP) en Ourinhos (SP). De microregio heeft een oppervlakte van ca. 2.760 km². In 2006 werd het inwoneraantal geschat op 119.534.
Zes gemeenten behoren tot deze microregio:
- Barra do Jacaré
- Cambará
- Jacarezinho
- Jundiaí do Sul
- Ribeirão Claro
- Santo Antônio da Platina

Mesoregio's: Centro Ocidental Paranaense · Centro Oriental Paranaense · Centro-Sul Paranaense · Metropolitana de Curitiba · Noroeste Paranaense · Norte Central Paranaense · Norte Pioneiro Paranaense · Oeste Paranaense · Sudeste Paranaense · Sudoeste Paranaense

Microregio's: Apucarana · Assaí · Astorga · Campo Mourão · Capanema · Cascavel · Cerro Azul · Cianorte · Cornélio Procópio · Curitiba · Faxinal · Floraí · Foz do Iguaçu · Francisco Beltrão · Goioerê · Guarapuava · Ibaiti · Irati · Ivaiporã · Jacarezinho · Jaguariaíva · Lapa · Londrina · Maringá · Palmas · Paranaguá · Paranavaí · Pato Branco · Pitanga · Ponta Grossa · Porecatu · Prudentópolis · Rio Negro · São Mateus do Sul · Telêmaco Borba · Toledo · Umuarama · União da Vitória · Wenceslau Braz